# Mercedes-Benz O405NE
Mercedes-Benz O405NE — низкопольный троллейбус большой вместимости, производившийся на базе автобуса Mercedes-Benz O405N. Выпускался с 2004 по 2010 год.

## История
В 1980-х годов производство троллейбусов прекращается в связи с закрытиями троллейбусных систем. Во многих странах Восточной Европы после распада СССР возникли проблемы с обновлением подвижного состава. В связи с этим, началось переоборудование автобуса в троллейбус.
В Гдыни с 2004 по 2010 год переоборудовали купленные подержанные автобусы Мерседес О405Н, устанавливая в них электрическую тягу со списанных троллейбусов Ельч ПР110Э.